# Lucanus minimus
Lucanus minimus is een keversoort uit de familie vliegende herten (Lucanidae). De wetenschappelijke naam van de soort is voor het eerst geldig gepubliceerd in 1784 door De Termeyer.